# Бруслик Олексій Юрійович
Олексій Юрійович Бруслик (нар. 29 березня 1991, Кобеляки) — заступник Міністра з питань реінтеграції тимчасово окупованих територій України з питань цифрового розвитку, цифрових трансформацій та цифровізації (з листопада 2023 року), кандидат юридичних наук, науковий співробітник Науково-дослідного інституту державного будівництва та місцевого самоврядування (з 2019 року).
Заступник начальника Полтавської обласної військової адміністрації (2022—2023), директор юридичного департаменту Полтавської обласної військової адміністрації (2022 рік), заступник начальника відділу — завідувач сектору правового забезпечення діяльності, начальником відділу правового забезпечення діяльності інспекції з благоустрою Управління правового забезпечення Департаменту територіального контролю земельних відносин Харківської міськради (2020—2022), викладач Полтавського юридичного інституту Національного юридичного університету імені Ярослава Мудрого (2016—2018).

## Біографія
Олексій Бруслик народився 29 березня 1991 року в Кобеляках Полтавської області. Навчався у Другому національному ліцеї та Кобеляцькій музичній школі.
2013 року закінчив Харківську юридичну академію ім. Я.Мудрого за спеціальністю «правознавство».
Кандидат юридичних наук, фахівець з конституційного права. Захистив дисертацію за темою «Конституційно-правовий статус парламенту Великобританії». Має понад 40 наукових праць (персональних та у співавторстві).
Трудову діяльність розпочав як стажист-дослідник кафедри державного будівництва національного університету «Юридична академія імені Ярослава Мудрого» у Харкові. Потім став аспірантом цього ж ЗВО.
З 2016 по 2018 рік — асистент кафедри кримінального та адміністративного права і процесу Полтавського юридичного інституту Національного юридичного університету ім.Я.Мудрого.
Потім працював головним спеціалістом-юрисконсультом та завідувачем сектору загально-правової роботи відділу правового забезпечення департаменту територіального контролю Харківської міської ради.
З 2020 по 2022 рік — заступник начальника відділу — завідувач сектору правового забезпечення діяльності, начальником відділу правового забезпечення діяльності Інспекції з благоустрою Управління правового забезпечення Департаменту територіального контролю земельних відносин Харківської міськради.
На громадських засадах працював у Науково-дослідному інституті державного будівництва та місцевого самоврядування Національної академії правових наук України, був на стажуванні в апараті Верховної Ради України; проходив навчання за грантовою програмою «Літня школа Верховенства права та конституціоналізму ОБСЄ».
2022 року — директор Юридичного департаменту Полтавської обласної військової адміністрації.
З грудня 2022 по листопад 2023 року — заступник начальника Полтавської обласної військової адміністрації (начальник — Лунін Дмитро Сергійович). Функціональні повноваження: соціальне забезпечення, захист дітей, агропромисловий розвиток, екологія та використання природних ресурсів, юридичні питання, ветеранська політика, забезпечення прав і свобод внутрішньо переміщених осіб.
Керівник Координаційного центру підтримки цивільного населення при Полтавській облвійськадміністрації (червень — листопад 2023 року).
21 листопада 2023 року — призначений на посаду заступника Міністра з питань реінтеграції тимчасово окупованих територій України з питань цифрового розвитку, цифрових трансформацій та цифровізації (віцепрем'єр-міністр України Ірина Верещук).